# Lucas Castromán
Lucas Martín Castromán (ur. 2 października 1980 w Luján) – piłkarz argentyński grający na pozycji prawego pomocnika.

## Kariera klubowa
Castromán jest wychowankiem klubu CA Vélez Sarsfield. W jego barwach zadebiutował dość szybko, bo w wieku 17 lat w 1997 roku. Gry w piłkę uczył się od starszych od siebie reprezentantów Argentyny, Patricio Campsa, Christiana Bassedasa oraz Claudio Husaína. W Velezie spędził 3,5 roku grając w Primera División, ale w tym czasie nie osiągnął żadnych sukcesów.
Zimą 2001 Castromán zainteresowało się S.S. Lazio i zawodnik podpisał kontrakt z tymże klubem. W Serie A w rundzie wiosennej zdobył 2 gole i wystąpił także w Lidze Mistrzów, jednak rzymski klub odpadł w drugiej fazie grupowej. W kolejnych dwóch sezonach spędzonych w Lazio nie pokazał jednak w pełni swojego talentu, jak miało to miejsce w lidze argentyńskiej. Grał mało, najczęściej jako rezerwowy i łącznie w sezonach 2001/2002 oraz 2002/2003 zagrał w 37 meczach, w których strzelił 1 gola, a największym sukcesem było zajęcie 4. miejsca w 2003 roku. Latem Lucas został wypożyczony do innego klubu Serie A, Udinese Calcio. W nim także spisywał się poniżej oczekiwań i często przegrywał rywalizację na prawym skrzydle z Dino Favą.
W 2004 roku Castromán postanowił wrócić do Vélezu, w którym od razu załapał się do wyjściowej jedenastki. W sezonie 2004/2005 odzyskał formę i zdobył 10 bramek w lidze, co między innymi przyczyniło się do wywalczenia przez klub z Buenos Aires tytułu mistrza fazy Clausura (pierwszego od 8 lat). W sezonie 2005/2006 strzelił 5 goli. Ze swoim klubem zajął odpowiednio 3. pozycję w fazie Apertura oraz 10. w Clausura.
W Vélezie Castromán podpadł w konflikt ze szkoleniowcem Ricardem Lavolpe i postanowił odejść w 2007 roku do meksykańskiej Amériki Meksyk. 17 grudnia został wystawiony na listę transferową z powodu kontuzji i złego stanu zdrowia. W 2008 roku wrócił do Argentyny i za ponad milion dolarów został wypożyczony do Boca Juniors. Zagrał tam w pięciu spotkaniach. Po powrocie do Meksyku opuścił klub i podpisał kontrakt z Racing Club.
| Sezon   | Klub               | Kraj      | Rozgrywki        | Mecze | Bramki |
| ------- | ------------------ | --------- | ---------------- | ----- | ------ |
| 1997/98 | CA Vélez Sarsfield | Argentyna | Primera División | 13    | 1      |
| 1998/99 | CA Vélez Sarsfield | Argentyna | Primera División | 22    | 1      |
| 1999/00 | CA Vélez Sarsfield | Argentyna | Primera División | 19    | 4      |
| 2000/01 | CA Vélez Sarsfield | Argentyna | Primera División | 15    | 0      |
| 2000/01 | S.S. Lazio         | Włochy    | Serie A          | 10    | 2      |
| 2001/02 | S.S. Lazio         | Włochy    | Serie A          | 11    | 1      |
| 2002/03 | S.S. Lazio         | Włochy    | Serie A          | 16    | 0      |
| 2003/04 | Udinese Calcio     | Włochy    | Serie A          | 20    | 1      |
| 2004/05 | CA Vélez Sarsfield | Argentyna | Primera División | 27    | 10     |
| 2005/06 | CA Vélez Sarsfield | Argentyna | Primera División | 21    | 5      |
| 2006/07 | CA Vélez Sarsfield | Argentyna | Primera División | 19    | 2      |
| 2007/08 | Club América       | Meksyk    | Primera Division | 12    | 0      |
| 2007/08 | Boca Juniors       | Argentyna | Primera División | 4     | 0      |
| 2008/09 | Boca Juniors       | Argentyna | Primera División | 1     | 0      |
| 2008/09 | Racing Club        | Argentyna | Primera División | 11    | 2      |

## Kariera reprezentacyjna
W reprezentacji Argentyny Castromán zadebiutował za kadencji Marcelo Bielsy, 20 grudnia 2000 w wygranym 2:0 meczu z Meksykiem rozegranym w Los Angeles w ramach Reebok Cup.